# Манда (острів)
Манда (англ. Manda, 2°16′ пд. ш. 40°58′ сх. д. / 2.267° пд. ш. 40.967° сх. д.) — невеличкий острів архіпелагу Ламу у південно-східній частині Кенії. Має материкове походження. В минулому був квітучим островом, на якому розташовувались два міста. Згодом, на початку XIX століття острів покинули через нестачу води. Використовувався як перевальний пункт. На острові провадили археологічні дослідження. У 1960-х роках міністерство сільського господарства Кенії рекомендувало побудувати кілька бетонних водозборів, які називаються ябіями, для збору дощової води. Було побудовано дві ябії, і багато сімей переїхали на острів, вирощувати кукурудзу, маніоку, кунжут та бавовну.
В часи свого розквіту, місто Манда займало близько 40 акрів (160 000 м2) і його населення, за оцінками, складало близько 3500 осіб. Манда процвітав аж до XIII століття, після чого почався занепад.

## Географія
Острів відділений від материка і від сусідніх островів вузькими протоками. Місцями відстань між берегами складає декілька сотень метрів.
Північна частина острова піщана, південна — болотиста. Клімат екваторіальний.

## Історія
Острів має декілька зручних бухт, тому використовувався як порт ще з IX століття. Найбільш великі поселення — Манда і Такве.

### Місто Манда
Руїни містечка Манда (на північно-західному узбережжі) були вперше були досліджені археологом Невілом Чіттіком в 1965 році. Своєму походженню місто зобов'язане торгівлі з Перською затокою у 9-10 століттях. Головним товаром для торгівлі була, мабуть, слонова кістка.
Ранні мешканці Манди споруджували будівлі з обпаленої квадратної цегли та каменю та тинькували вапняним розчином. Такі будівельні техніки зустрічаються лише на островах та в прибережних районах Кенії. Ця технологія цегли та будівельних розчинів унікальна для цих областей, тоді як цегла в середньому близько 18 см є унікальною для Східної Африки на цей період і була доставлена з Сохара, в сучасному Омані. Ці цеглини, ймовірно, прибули на острів Манда як баласт на вітрильних кораблях, що заходили в порт. З середини 9 століття до початку 11 століття будівлі також споруджували з коралових блоків.
Широкомасштабні розкопки в 1966, 1970 і 1978 років показали процвітання, що не мало собі рівних у Східній Африці в той час. Ознаками його є китайська порцеляна, починаючи з IX століття, ісламська кераміка та скло, а також місцева кераміка, датована відповідним імпортом.  Яскравою особливістю міста є великі морські мури, побудовані між 9-м і 13-м століттями. Мури паралельні до берега і побудовані з великих коралових блоків. Вони, ймовірно, призначались для відновлення ділянок берегової лінії та частково для відновлення ділянок берега, а частково для зміцнення країв острова.

### Місто Такве
Поселення Таква розташоване на південній стороні острова Манда, в районі Ламу прибережної провінції Кенії. Це руїни міста, яке було занедбане приблизно в 18 столітті.
До мусульманського міста Таква можна легко дістатися з міста Ламу. Вперше руїни були розкопані Джеймсом Кіркманом в 1951 році. У 1972 році територія була знову розчищена під наглядом Джеймса де Вере Аллена, куратора музею Ламу.
Таква ніколи не була великим містом. Воно було засноване близько 1500 р., і, ймовірно, занедбане близько 1700 р. Кіркман вважав, що це, можливо, місце, де усамітнювались святі або релігійні люди. Велика мечеть в Такві збереглася відносно добре. Інша важлива структура — Стовпова могила, на якій є напис із датою 1681—1682 рр. Повідомляється, що коли Такву покинули, її мешканці оселилися навпроти затоки в Шелі на острові Ламу. Двічі на рік люди з Шели приходять до  Стовпової могили у Такві, щоб помолитися про дощ. Руїни Такви були визначені національним пам'ятником Кенії в 1982 році.

### Посуха XIX століття
Останні мешканці залишили острів у XIX столітті, з 1890 року острів почала орендувати Англійська східноафриканська компанія.

### Острів у складіКенії
Кенійськім острів став після проголошення незалежності Кенії у 1963 році.
Коли кенійська влада встановила на острові цистерни для збору дощової води, тут почали виникати сільськогосподарські поселення. Вирощується кукурудза, маніок, кунжут, бавовна.
На сьогодні на острові знаходиться єдиний на архіпелазі аеропорт. З сусіднім островом Ламу Манда має поромну переправу. На острові активно розвивається туристичний бізнес. За останні роки тут побудовано цілий ряд комфортних готелів, облаштовано зручні пляжі. [Архівовано 11 лютого 2021 у Wayback Machine.]